# Keith Aulie
Keith Aulie (* 11. Juni 1989 in Rouleau, Saskatchewan) ist ein ehemaliger kanadischer Eishockeyspieler, der im Verlauf seiner aktiven Karriere zwischen 2005 und 2021 unter anderem 168 Spiele für die Toronto Maple Leafs, Tampa Bay Lightning und Edmonton Oilers in der National Hockey League (NHL) auf der Position des Verteidigers bestritten hat. Zudem absolvierte Aulie 175 Partien für den EHC Red Bull München in der Deutschen Eishockey Liga (DEL), mit denen er im Jahr 2018 die Deutsche Meisterschaft gewann.

## Karriere
Keith Aulie begann seine Karriere als Eishockeyspieler bei den Brandon Wheat Kings, für die er von 2005 bis 2009 in der kanadischen Juniorenliga Western Hockey League (WHL) aktiv war. In der Saison 2008/09 wurde er in das erste All-Star Team der Western Conference der WHL gewählt. Während seiner Zeit in der WHL wurde der Verteidiger im NHL Entry Draft 2007 in der vierten Runde als insgesamt 116. Spieler von den Calgary Flames aus der National Hockey League (NHL) ausgewählt. Für deren Farmteam Abbotsford Heat absolvierte er in der Saison 2009/10 43 Spiele in der American Hockey League (AHL) und erzielte dabei zwei Tore und vier Vorlagen.
Als Teil eines größeren Transfergeschäfts wurde er am 31. Januar 2010 zusammen mit Dion Phaneuf und Fredrik Sjöström im Tausch für Niklas Hagman, Jamal Mayers, Matt Stajan und Ian White von Calgary an die Toronto Maple Leafs abgegeben, für deren AHL-Farmteam Toronto Marlies er bis Saisonende ausschließlich spielte. Auch die Saison 2010/11 begann Aulie zunächst bei den Toronto Marlies in der AHL, ehe er sich einen Stammplatz bei den Toronto Maple Leafs in der NHL erspielte. In seiner Premierenspielzeit in der NHL erzielte der Kanadier in 40 Spielen zwei Tore.
Am 27. Februar 2012 transferierten ihn die Toronto Maple Leafs im Austausch für Carter Ashton zu den Tampa Bay Lightning. Anfang Juli 2014 unterzeichnete er einen Einjahresvertrag bei den Edmonton Oilers, der in der Folge nicht verlängert wurde. In der Vorbereitung zur Saison nahm er auf Probe (professional tryout contract) am Trainingslager der Arizona Coyotes teil, wurde jedoch nicht mit einem Vertrag ausgestattet. Im November 2015 spielte er drei Wochen probeweise für die Springfield Falcons in der AHL, wo er jedoch ebenfalls nicht fest verpflichtet wurde. Aufgrund mangelnder Perspektiven in Nordamerika, entschied sich Aulie im Januar 2016 für einen Wechsel nach Europa und heuerte beim HIFK Helsinki aus der finnischen Liiga an. 
Nach Stationen in der AHL wurde Aulie Mitte Dezember 2017 vom EHC Red Bull München aus der Deutschen Eishockey Liga (DEL) verpflichtet, mit dem er 2018 die Deutsche Meisterschaft gewann. Nach dreieinhalb Spielzeiten in Deutschland beendete der Kanadier seine Karriere im Sommer 2021 im Alter von 32 Jahren.

### International
Für Kanada nahm Aulie an der U20-Junioren-Weltmeisterschaft 2009 teil, bei der er mit seiner Mannschaft Weltmeister wurde.

## Erfolge und Auszeichnungen
| - 2007 Daryl K. (Doc) Seaman Trophy - 2009 WHL East First All-Star Team - 2011 Teilnahme am AHL All-Star Classic - 2012 Calder-Cup-Gewinn mit den Norfolk Admirals | - 2015 Spengler-Cup-Gewinn mit dem Team Canada - 2018 Deutscher Meister mit dem EHC Red Bull München - 2019 Deutscher Vizemeister mit dem EHC Red Bull München |

### International
- 2009 Goldmedaille bei der U20-Junioren-Weltmeisterschaft

## Karrierestatistik

### International
Vertrat Kanada bei:
- World U-17 Hockey Challenge 2006
- U20-Junioren-Weltmeisterschaft 2009

(Legende zur Spielerstatistik: Sp oder GP = absolvierte Spiele; T oder G = erzielte Tore; V oder A = erzielte Assists; Pkt oder Pts = erzielte Scorerpunkte; SM oder PIM = erhaltene Strafminuten; +/− = Plus/Minus-Bilanz; PP = erzielte Überzahltore; SH = erzielte Unterzahltore; GW = erzielte Siegtore; 1 Play-downs/Relegation; Kursiv: Statistik nicht vollständig)